# Mimoza Hafizi
Mimoza Hafizi (20 de febrer de 1962) és una física i política albanesa que ha estat membre de l'Assemblea de la República d'Albània pel partit «LIBRA». Hafizi ha estat representant el Partit Socialista des de 2013 fins a 2016. A l'octubre de 2016, juntament amb Ben Blushi, va crear «LIBRA». No va poder guanyar el seu segon mandat en el Parlament amb les Eleccions parlamentàries d'Albània de 2017.

## Biografia
Va néixer el 20 de febrer de 1962 a Shkodër. Es va graduar a la Universitat de Tirana en física i és una astro-física molt coneguda al país. Més tard va continuar els seus estudis de doctorat a França, en la Escola Normal Superior de París. És una figura prominent, una acadèmica ben coneguda i una MP des de 2013 per al Comtat de Shkodër.